# Мінаміяма Тіакі
Мінаміяма Тіакі (яп. 南山 千明; нар. 16 жовтня 1985, Ітікава, Тіба, Японія) — японська футболістка, півзахисниця, виступала в збірній Японії.

## Клубна кар'єра
Мінаміяма народилася 16 жовтня 1985 року в місті Ітікава, префектура Тіба. У 2003 році була переведена з юнацької команди «Ніппон ТВ Балеза» до дорослої команди, в якій виступала до завершення сезону 2011 року. У 2011 році перейшла до «ІНАК Кобе Леонесса». По завершенні сезону 2016 року залишила команду. У червні 2017 року підписала контракт з корейським клубом «Гванчун КСПО».

## Кар'єра в збірній
Дебютувала в футболці збірної Японії 11 травня 2010 року, у віці 29 років, у поєдинку проти Мексики. Зіграла 4 матчі та відзначилася 2-а голами у футболці національної збірної.

## Статистика виступів у збірній
| жіноча національна збірна Японії | жіноча національна збірна Японії | жіноча національна збірна Японії |
| Рік                              | Матчі                            | Голи                             |
| -------------------------------- | -------------------------------- | -------------------------------- |
| 2010                             | 4                                | 2                                |
| Загалом                          | 4                                | 2                                |